# Monroe Heath

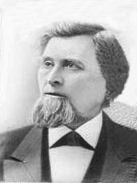
Monroe Heath

Monroe Heath (* 27. März 1827 in Grafton, New Hampshire; † 21. Oktober 1894 in Asheville, North Carolina) war ein US-amerikanischer Politiker. Zwischen 1876 und 1879 war er Bürgermeister der Stadt Chicago.

## Werdegang
Über die Jugend und Schulausbildung von Monroe Heath ist nichts überliefert. Im Jahr 1849 ging er nach Kalifornien, wo er sich mit einigem Erfolg am Goldrausch beteiligte. Im Jahr 1851 gründete er in Chicago die Firma Heath & Milligan Manufacturing Company, die Farben herstellte. Anschließend wurde er Leiter dieses Unternehmens. Zwei Mal brannte die Firma nieder und musste von ihm wieder neu aufgebaut werden. Politisch schloss er sich der Republikanischen Partei an. Zwischen 1871 und 1876 saß er im Stadtrat von Chicago.
Im Jahr 1876 wurde Heath in einer gerichtlich anberaumten Sonderwahl zum Bürgermeister von Chicago gewählt. Dieses Amt bekleidete er zwischen 1876 und 1879. Er starb am 21. Oktober 1894 in Asheville und wurde in Chicago beigesetzt. Mit seiner Frau Julia Dickerman hatte er vier Kinder.